# L'Abidjanaise
L'Abidjanaise ("Abidjanesa" - Natural de Abidjã) é o hino nacional da Costa do Marfim. Foi adotado em 1960 e permanece como o hino nacional, mesmo depois que a cidade de Abidjã deixou de ser a capital, passando a ser Iamussucro. A letra foi escrita por Mathieu Ekra, Joachim Bony, e Pierre Marie Coty. Coty também compôs a música juntamente com Pierre Michel Pango.